# Kate Todd
Kate Todd (ur. 12 grudnia 1987 w Barrie, Ontario, Kanada) – kanadyjska aktorka i piosenkarka.
Jako dziecko była uzdolniona muzycznie, od 10 roku życia gra na fortepianie. Gra również na gitarze basowej.
Zasłynęła przede wszystkim z serialu Radiostacja Roscoe (ang. Radio Free Roscoe), gdzie wcieliła się w postać głównej bohaterki i w serialu młodzieżowym Moja niania jest wampirem. Dwa razy odrzucono ją w castingu do młodzieżowego serialu, dopiero udało się jej za trzecim podejściem.
Jej rodzice na początku 2000 roku bardzo naciskali na jej karierę muzyczną, a po wielu zmaganiach udało jej się nagrać trzy utwory: „Miles away”, „Indecisive” i „Half of me”.

## Filmografia
- 2002–2006: Dziwne przypadki w Blake Holsey High (Strange Days at Blake Holsey High) jako Cassie
- 2003–2005: Radiostacja Roscoe (Radio Free Roscoe) jako Lilly Rendal/Stokrotka
- 2005: More Sex & the Single Mom jako Carol Ann
- 2006: Booky Makes Her Mark jako Gloria
- 2007: The Tracey Fragments jako Debbie Dodge
- 2007: Grizzly Rage jako Lauren Findley
- 2007: Derek kontra rodzinka jako Sally
- 2008: Degrassi: Nowe pokolenie jako Natasha
- 2011: Moja niania jest wampirem jako Erica